# Helmut Wick

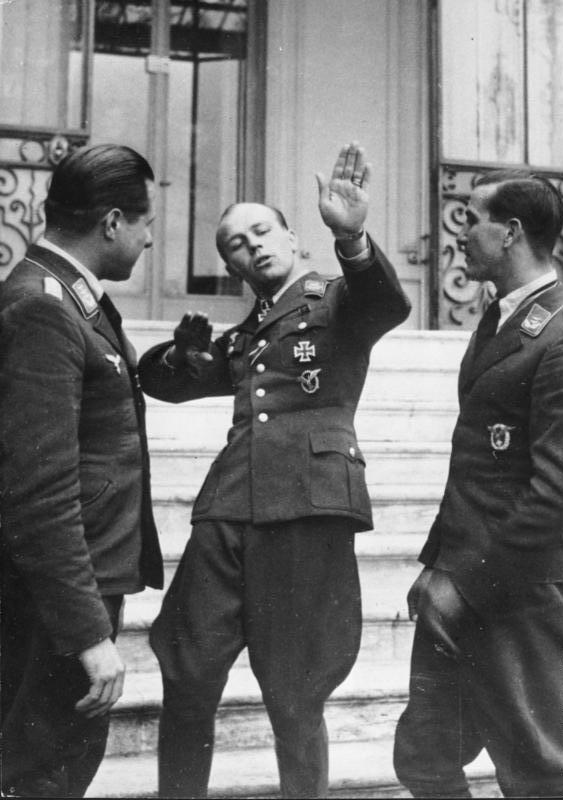
Propagandaaufnahme, September 1940

Helmut Paul Emil Wick (* 5. August 1915 in Mannheim; † 28. November 1940 im Ärmelkanal) war ein durch die NS-Propaganda popularisierter Offizier der deutschen Luftwaffe und Jagdflieger im Zweiten Weltkrieg.

## Leben

### Herkunft und Schule
Es gibt keine geschichtswissenschaftliche Ansprüche und den Regeln wissenschaftlichen Arbeitens genügende biografische Darstellung über Wick. Zwei NS-Propagandadarstellungen von 1943 zufolge wurde Helmut Wick als letztes von drei Kindern geboren. Seine Eltern waren Carl Wick (Direktor in der Großbau-Industrie) und Berta, Tochter der Mannheimer Kaufmannsfamilie Schenck. Laut NS-Propaganda war Wick (irgendwann zwischen den Jahren 1932–1934) Mitglied in der SA.  Im Frühjahr 1935 zog seine Familie nach Berlin. Er beendete im gleichen Jahr die Hindenburg-Oberrealschule mit dem Abitur. Im Januar 1936 trat er in Mecklenburg den Reichsarbeitsdienst an. Am 5. August 1939 heiratete Helmut Wick; er hatte mit seiner Ehefrau zwei Kinder.

### Vorkriegszeit
NS-Darstellungen zufolge trat Wick am 6. April 1936 in die deutsche Luftwaffe ein. Dort begann er auf der Luftkriegsschule unter seinem Mentor und späteren engen Freund Werner Mölders eine Offiziersausbildung, bei deren Abschluss er am 1. Januar 1939 zum Leutnant befördert und zur I. Gruppe des Jagdgeschwaders 133 (am 1. Mai 1939 in das Jagdgeschwader 53 umgewandelt) nach Wiesbaden-Erbenheim versetzt wurde. Dort wurde er der 1. Staffel zugeteilt, in der Mölders Staffelführer war.

### Zweiter Weltkrieg

Auszug von Wicks Abschüssen aus der Abschussliste des Jagdgeschwaders 2 vom 6. und 7. November 1940

Zu Beginn des Zweiten Weltkriegs wurde Wick am 1. September 1939 zur I. Gruppe/JG 2 "Richthofen" versetzt, die zur Abschirmung Berlins nach Osten eingesetzt war. Nach dem Überfall auf Polen wurde seine Einheit nach Frankfurt-Rebstock verlegt, um die Westgrenze zu sichern. Bei diesem Kommando errang Wick am 22. November 1939 seinen und des Geschwaders ersten Luftsieg, als er eine französische Curtiss Hawk 75-Jagdmaschine in der Nähe von Nancy abschoss. Kurz vor Weihnachten 1939 bekam Helmut Wick das Eiserne Kreuz II. Klasse. und am 6. Juni 1940, nach seinem vermutlich neunten Luftsieg, das Eiserne Kreuz I. Klasse verliehen. Nach dem 14. Wick zugeschriebenen Luftsieg wurde er am 21. Juli 1940 zum Oberleutnant befördert und zum Kapitän der 3. Staffel ernannt. Am 29. August 1940, nach Beginn der Luftschlacht um England, folgte nach seinem ungefähr 25. Luftsieg die Verleihung des Ritterkreuzes. Als Hauptmann übernahm Wick am 9. September 1940 die Führung der I. Gruppe des JG 2. Im Oktober 1940 soll Wick elf Abschüsse binnen zehn Tagen verzeichnet haben. Am 8. Oktober erhielt Wick nach circa 41 Luftsiegen das Eichenlaub zum Ritterkreuz des Eisernen Kreuzes. Am 19. Oktober folgte die Beförderung zum Major und Wick wurde Kommodore des JG 2. Mit nur 25 Jahren war Wick jedoch noch nicht erfahren genug zur Führung größerer Verbände und sein Kampfstil blieb auch jetzt stark individualistisch ausgerichtet, was zu relativ hohen Verlusten und schlechter Moral in seinem Geschwader führte. Wick wurde prompt vom Propagandaministerium der internationalen Öffentlichkeit in einer Pressekonferenz als „Held“ präsentiert. Sein Auftritt hinterließ aber einen überwiegend negativen Eindruck, da Wick sich als „Wichtigtuer“ (Life Magazine) präsentierte und sich über seine Opfer lustig machte.

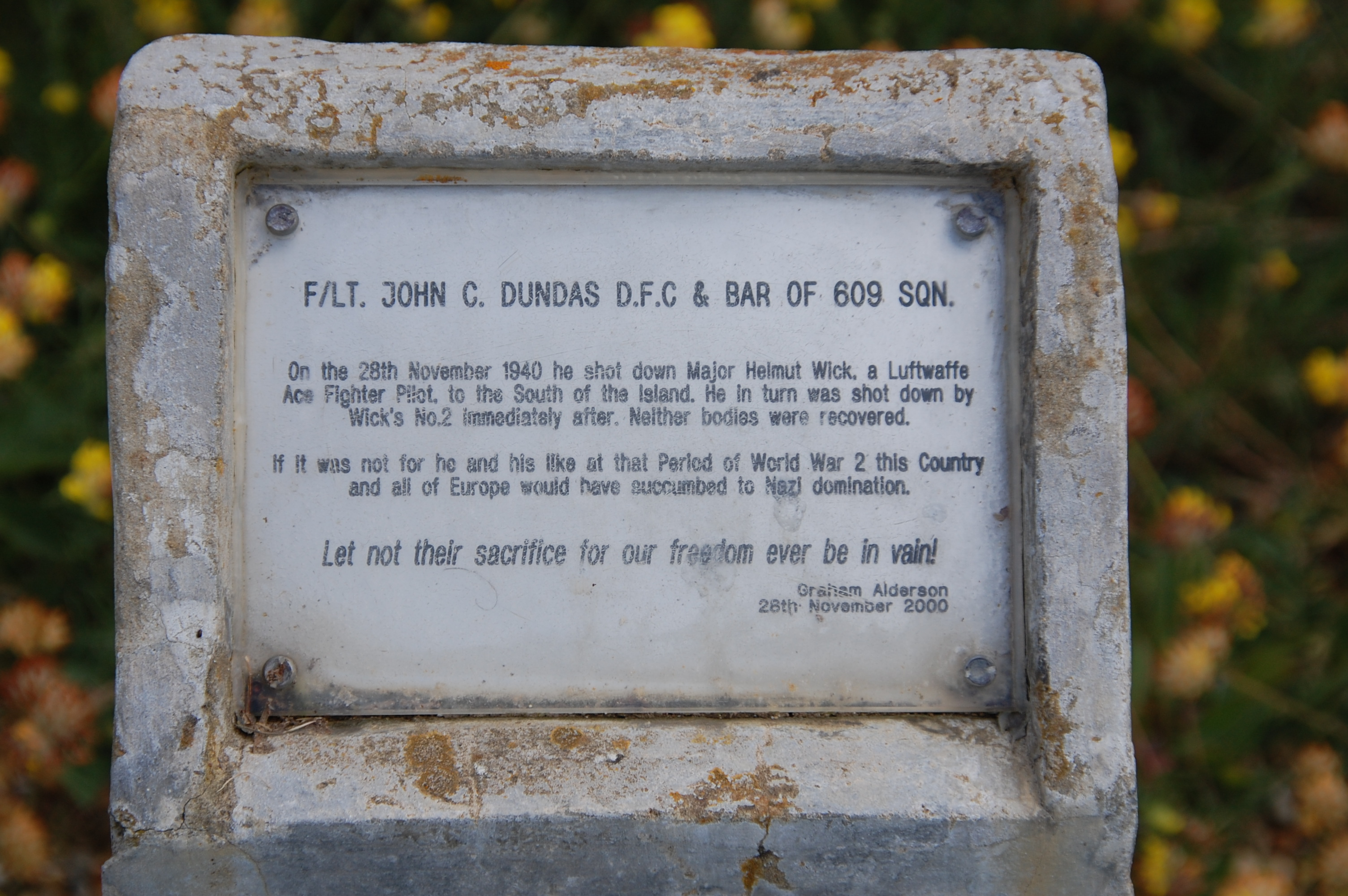
Denkmal für John Dundas auf der Isle of Wight

### Tod
Am Nachmittag des 28. November 1940 griff er mit dem unter seiner Führung stehenden Stabsschwarm des JG 2 einen zahlenmäßig weit überlegenen Verband der Royal Air Force an. Während dieses Luftkampfes erzielte Wick seinen mutmaßlich 56. Luftsieg. Im weiteren Gefechtsverlauf verlor Wick den Anschluss an seinen Schwarm, wurde vom britischen Piloten John Charles Dundas abgeschossen und stürzte circa 40 Kilometer vor der Isle of Wight in den Ärmelkanal. Die intensive Suche nach ihm blieb erfolglos. Eine Anfrage in Großbritannien ergab, dass ein Major Wick nicht in Gefangenschaft geraten sei. Das Oberkommando der Wehrmacht gab daraufhin am 4. Dezember 1940 seinen Tod bekannt. Dennoch hielten sich einige Wochen lang Gerüchte, Wick sei gefangen genommen und nach Kanada transportiert worden.

### Auszeichnungen
- Eisernes Kreuz
  - II. Klasse
  - I. Klasse
- Flugzeugführerabzeichen in Gold mit Brillanten[31]
- Ritterkreuz des Eisernen Kreuzes mit Eichenlaub
  - Ritterkreuz (27. August 1940)[32]
  - Eichenlaub (25. Oktober 1940) (4. Verleihung)[32]
- Fliegerpokal zum 50. Luftsieg[33]
- Fünfmalige namentliche Nennung im Wehrmachtbericht[34]

## Nachleben als NS-Idol
Bereits in seiner Todesmeldung vom 4. Dezember 1940 betonte der Wehrmachtbericht, Wick werde „[...] im deutschen Volk und vor allem in der deutschen Jugend als Vorbild fortleben.“ In der Folgezeit bediente sich die NS-Propaganda Wicks und anderer Fliegerasse zur Schaffung eigener Heldenlegenden und um das „Idealbild vom arischen Übermenschen zu demonstrieren: jung, tollkühn, attraktiv, erfolgreich und zugleich ein wenig entrückt.“ Im Januar 1941 erschien in der Propagandaillustrierten Der Adler unter dem Titel Hetzjagd am Himmel ein anscheinend noch von Helmut Wick verfasster Artikel, in dem dieser in euphorischer Schilderung von seinen Flügen im Juni/Juli 1940 berichtet. Trotz Wicks Tod wurde eine Fortsetzung angekündigt. Mitte Februar 1941 erschien dort tatsächlich ein Propagandaartikel, in dem Wick als „der junge Siegfried der deutschen Luftwaffe“ zum Idol erhoben wurde, 1942 wurde vom Volksbund für das Deutschtum im Ausland eine in NS-Manier stilisierte Zeichnung Wicks des Propagandamalers Wolf Willrich als Ansichtskarte Major Wick vertrieben.
Ab 1941 erschienen mehrere Biografien Wicks in Form von Groschenheften und einem auf Propagandakompanie-Material basierenden Buch. Diese Darstellungen sind entsprechend der damals herrschenden NS-Propaganda gestaltet, wobei Wick und seine fliegerische Tätigkeit heroisiert und hagiografisch überhöht wurden. Dazu gehören die 1941 in der Reihe Flieger-Heftchen: Was weißt du von der Luftfahrt? erschienene 16-seitige Propagandadarstellung Major Wick – das Vorbild des deutschen Jagdfliegers, verfasst von Walter Zuerl, sowie eine 1943 von dem Auftragsautor F. L. Neher verfasste 48 Seiten schmale biografische Beschreibung, die als Heft 3 in der vom General der Flieger im Auftrag des Reichsmarschalls Hermann Göring herausgegebenen Groschenheftreihe Unsere Jagdflieger veröffentlicht wurde. Die im Landserstil gehaltene Darstellung von Neher diente Kriegs- und Propagandazwecken und ist der Trivialliteratur zuzuordnen. Ebenfalls 1943 erschien das von dem Kriegsberichterstatter Josef Grabler verfasste Buch Helmut Wick. Das Leben eines Fliegerhelden, das auf Propaganda-Kriegsberichten beruht und in der von der Wehrbetreuung der Luftwaffe zu Propagandazwecken herausgegebenen Buchreihe „Adler-Bücherei“ erschien. Die Darstellungen von Zuerl und Grabler wurden nach 1945 aufgrund des Befehls Nr. 4 des Alliierten Kontrollrats als Werke nationalsozialistischen und militaristischen Charakters in eine der Listen der auszusondernden Literatur aufgenommen und sollten aus Bibliotheken und Buchhandlungen entfernt werden.
Nach 1945 brach diese Form literarischer Bearbeitung Wicks nicht ab. 1961 erschien in einer der Schriftenreihen der Groschenheftreihe Der Landser ein von Armin Relling gestaltetes Heft zu Wick. Es folgte noch ein Landser Großband über Wick, dessen Autor Heinz J. Nowarra war. Eine weitere Biographie Wicks erschien 1965 zum 25. Todesjahr im Deutsche Soldatenjahrbuch des rechtsextremen Schild-Verlags.
Die rechtsextreme National-Zeitung porträtierte Wick im Dezember 1999 in ihrer Serie „Große deutsche Soldaten – unsterbliche Helden“. Wick wurde zu den „blutjungen Kämpfern der Deutschen Wehrmacht“ gezählt, dessen „Herz […] für das Vaterland“ glühte. Er habe in der Luftwaffe „einen wahrhaft kometenhaften Aufstieg“ genommen, der ihn „vom unscheinbaren Leutnant und Schwarmführer zum gefeierten Geschwaderkommodore emporschoss“. In der Serie wurden ausschließlich dem NS-Regime treu ergebene Soldaten gewürdigt, zum Teil unter Verwendung von sprachlichen Formeln der Wehrmachts- und NS-Propaganda. Der Politikwissenschaftler Fabian Virchow ordnet die Serie in „die Vorstellung der extremen Rechten von den auf die Tat orientierten, den Lauf des Geschehens/der Geschichte im Interesse des ‚nationalen‘ oder ‚völkischen‘ Kollektivs gestaltenden Männern“ ein. Die Charakterisierungen verwiesen „zugleich auf eine Konzeptualisierung von Männlichkeit, deren Profil – sehr vereinseitigt – durch Eigenschaften wie ‚Härte‘, ‚Opferbereitschaft‘, ‚Todesmut‘, ‚Tapferkeit‘, ‚Zähigkeit‘, ‚Schneid‘ oder ‚Steherqualitäten‘ zu markieren wäre“.
Ein 2000 im Motorbuch Verlag erschienenes Buch des Amateurhistorikers Herbert Ringlstetter paraphrasiert ohne eindeutige Herkunftsangaben NS-Propaganda-Anekdoten. Ringlstetter gibt an, seine Veröffentlichung beruhe zum großen Teil auf einem Fotoalbum und zwei Tagebüchern von Franz Fiby, einem Jagdpiloten, der gemeinsame Einsätze mit Wick flog. Dieses Tagebuch sei bereits von NS-Propagandaschriften verwertet worden. Wick selbst habe entgegen damaligen Angaben kein Tagebuch geführt. Kampfschilderungen, die in der Veröffentlichung Grablers von 1943 als Zitate aus Wicks Tagebuch ausgewiesen sind, finden sich bei Ringlstetter als nicht näher erläuterte wörtliche Schilderung Wicks oder als Angaben Wicks gegenüber einem Kriegsberichter.
Der Kalender „Soldaten 2011“ des Deutsche-Stimme-Verlags brachte als eine von zwölf „prächtigen Zeichnungen“, die aus dem NS stammten und als „hochwertiger und begehrter Wandschmuck“ dienen könnten, Major Helmut Wick. Die Zeichnungen wären ein Beweis dafür, „daß der deutsche Soldat nicht nur zu kämpfen, sondern auch zu schauen, zu schaffen und zu gestalten vermag. Es gilt die Vorbilder aus der Geschichte zu erkennen und zu würdigen.“

## Sonstiges
- In Ingolstadt ist die Wickstraße im Stadtteil Alt-Haunwöhr nach ihm benannt.